# Olulis methaema
Olulis methaema là một loài bướm đêm trong họ Noctuidae.